# Elsass Cola
Elsass Cola is een lokaal Frans colamerk dat wordt geproduceerd en geconsumeerd in de Elzas. Oprichter van het merk is Jacques Sérillon, eigenaar van de Bronnen van Soultzmatt.
Voor het merk wordt enkel gebruikgemaakt van water uit de bronnen van Soultzmatt en van in de regio geraffineerde suiker. Na de introductie aan het eind van 2004 werden binnen acht maanden 1.000.000 flessen verkocht.